# Liste der Naturdenkmale in Baumholder
Die Liste der Naturdenkmale in Baumholder nennt die im Gemeindegebiet von Baumholder ausgewiesenen Naturdenkmale (Stand 15. Juli 2013).

## Naturdenkmale
| Nr.         | Bezeichnung | Lage                                      | Beschreibung                                                                  | Bild                                    |
| ----------- | ----------- | ----------------------------------------- | ----------------------------------------------------------------------------- | --------------------------------------- |
| ND-7134-373 | Zwei Linden | Kirchstraße, bei Nr. 14 Lage              | Tilia sp., zwei Bäume; um 1700 gepflanzt                                      | Direkt Bild zu diesem Denkmal hochladen |
| ND-7134-452 | Maiberg     | östlich des Ortes; Abteilung Maiberg Lage | Standort von Saxifraga rosacea subsp. sternbergii; flächenhaftes Naturdenkmal | Direkt Bild zu diesem Denkmal hochladen |
| ND-7134-464 | Felsen      | östlich des Ortes im Mühlenbachtal Lage   |                                                                               | Direkt Bild zu diesem Denkmal hochladen |